# Hyo-Jung Kim
Hyo-Jung Kim (* 6. November 1988 in Seoul) ist eine ehemalige US-amerikanische Shorttrackerin.

## Werdegang
Kim, die in Südkorea geboren wurde und für die Vereinigten Staaten startete, errang in der Saison 2004/05 beim Weltcup in Saguenay jeweils den dritten Platz über 1000 m sowie über 1500 m und in Hartford den zweiten Platz über 3000 m. Zudem holte sie dort über 1000 m ihren einzigen Weltcupsieg und erreichte zum Saisonende den achten Platz in der Weltcupwertung über 1500 m, jeweils den siebten Rang in der Weltcupwertung über 1000 m sowie im Mehrkampf-Weltcup und den sechsten Platz in der Weltcupwertung über 500 m. Beim Saisonhöhepunkt, den Weltmeisterschaften 2005 in Peking, lief sie auf den 11. Platz im Mehrkampf und auf den fünften Rang mit der Staffel. In der folgenden Saison wurde sie Achte in der Weltcupwertung über 1500 m sowie Sechste in der Weltcupwertung über 1000 m und belegte bei den Olympischen Winterspielen 2006 in Turin den 12. Platz über 500 m, jeweils den achten Rang über 1000 m und 1500 m sowie den vierten Platz mit der Staffel. International startete sie letztmals bei den Teamweltmeisterschaften 2007 in Budapest, wobei sie den vierten Platz mit der Staffel errang.

## Erfolge

### Olympische Spiele
- 2006 Turin: 4. Platz Staffel, 8. Platz 1000 m, 8. Platz 1500 m, 12. Platz 500 m

### Shorttrack-Weltmeisterschaften
- 2005 Peking: 5. Platz Staffel, 9. Platz 500 m, 11. Platz 1000 m, 11. Platz Mehrkampf, 16. Platz 1500 m

### Team-Weltmeisterschaften
- 2007 Budapest: 4. Platz

### Weltcupsiege im Einzel
| Nr. | Datum             | Ort      | Disziplin |
| --- | ----------------- | -------- | --------- |
| 1.  | 26. November 2004 | Hartford | 1000 m    |

## Persönliche Bestleistungen
| Disziplin | Zeit         | Datum            | Ort              |
| --------- | ------------ | ---------------- | ---------------- |
| 500 m     | 44,796 s     | 11. Februar 2005 | Spišská Nová Ves |
| 1000 m    | 1:31,879 min | 5. Dezember 2004 | Saguenay         |
| 1500 m    | 2:24,736 min | 8. November 2005 | Den Haag         |
| 3000 m    | 5:33,470 min | 5. Dezember 2004 | Saguenay         |